# Eintracht Frankfurt 1972-1973
Questa voce raccoglie le informazioni riguardanti l'Eintracht Frankfurt nelle competizioni ufficiali della stagione 1972-1973.

## Stagione
Nella stagione 1972-1973 l'Eintracht Francoforte, allenato da Erich Ribbeck, concluse il campionato di Bundesliga al 8º posto. In Coppa di Germania l'Eintracht Francoforte fu eliminato agli ottavi di finale dall'Eintracht Braunschweig. In Coppa di Lega l'Eintracht Francoforte fu eliminato in semifinale dal Borussia M'gladbach. In Coppa UEFA l'Eintracht Francoforte fu eliminato al primo turno dal Liverpool.

## Rosa
| N. |                     | Ruolo | Calciatore       |
| -- | ------------------- | ----- | ---------------- |
|    | Germania (bandiera) | P     | Peter Kunter     |
|    | Germania (bandiera) | P     | Dieter Rudolf    |
|    | Germania (bandiera) | P     | Günther Wienhold |
|    | Germania (bandiera) | D     | Uwe Kliemann     |
|    | Germania (bandiera) | D     | Charly Körbel    |
|    | Germania (bandiera) | D     | Friedel Lutz     |
|    | Germania (bandiera) | D     | Peter Reichel    |
|    | Germania (bandiera) | D     | Lothar Schämer   |
|    | Germania (bandiera) | D     | Gert Trinklein   |
|    | Germania (bandiera) | D     | Karl-Heinz Wirth |
|    | Germania (bandiera) | C     | Jürgen Kalb      |

| N. |                     | Ruolo | Calciatore       |
| -- | ------------------- | ----- | ---------------- |
|    | Germania (bandiera) | C     | Wolfgang Kraus   |
|    | Germania (bandiera) | C     | Bernd Nickel     |
|    | Germania (bandiera) | C     | Thomas Rohrbach  |
|    | Germania (bandiera) | A     | Jürgen Grabowski |
|    | Germania (bandiera) | A     | Josef Hofmeister |
|    | Germania (bandiera) | A     | Bernd Hölzenbein |
|    | Turchia (bandiera)  | A     | Ender Konca      |
|    | Germania (bandiera) | A     | Raimund Krauth   |
|    | Germania (bandiera) | A     | Josef Markert    |
|    | Austria (bandiera)  | A     | Thomas Parits    |
|    | Germania (bandiera) | A     | Roland Weidle    |

## Organigramma societario
Area tecnica
- Allenatore: Erich Ribbeck
- Allenatore in seconda:
- Preparatore dei portieri:
- Preparatori atletici:

## Calciomercato

### Sessione estiva
| Acquisti | Acquisti         | Acquisti      | Acquisti |
| R.       | Nome             | da            | Modalità |
| -------- | ---------------- | ------------- | -------- |
| A        | Josef Hofmeister | Freiburger    |          |
| D        | Uwe Kliemann     | RW Oberhausen |          |
| D        | Charly Körbel    | FC Dossenheim |          |
| P        | Günther Wienhold | Singen        |          |

| Cessioni | Cessioni          | Cessioni                | Cessioni |
| R.       | Nome              | a                       | Modalità |
| -------- | ----------------- | ----------------------- | -------- |
| D        | Friedhelm Aust    | Magonza                 |          |
| A        | Manfred Diehl     | Bad Homburg 05          |          |
| A        | Werner Hofmann    | Sportfreunde Eisbachtal |          |
| C        | Dieter Ungewitter | Darmstadt               |          |

### Sessione invernale
| Acquisti | Acquisti | Acquisti | Acquisti |
| R.       | Nome     | da       | Modalità |
| -------- | -------- | -------- | -------- |

| Cessioni | Cessioni    | Cessioni | Cessioni |
| R.       | Nome        | a        | Modalità |
| -------- | ----------- | -------- | -------- |
| A        | Horst Heese | Amburgo  |          |

## Risultati

### Bundesliga

#### Girone di andata
| Arbitro: | Biwersi |

|                           |           |             |
| Nickel 55’ Hölzenbein 72’ | Marcatori | 33’ Winkler |

| Arbitro: | Hennig |

|                         |           |            |
| Reimann 56’ (rig.), 73’ | Marcatori | 37’ Parits |

| Arbitro: | Ohmsen |

|                                   |           |           |
| Kalb 41’ Heese 69’ Hölzenbein 77’ | Marcatori | 26’ Huber |

| Arbitro: | Roth |

|                             |           |                             |
| Lungwitz 7’ (rig.) Geye 66’ | Marcatori | 26’ Hölzenbein 43’ Kliemann |

| Arbitro: | Quindeau |

|                                          |           |           |
| Weidle 23’ Grabowski 30’, 38’ Nickel 72’ | Marcatori | 14’ Köper |

| Arbitro: | Weyland |

|                        |           |                    |
| Kostedde 38’, 85’, 89’ | Marcatori | 39’, 68’ Grabowski |

| Arbitro: | Kindervater |

|                           |           |            |
| Weidle 53’ Hölzenbein 75’ | Marcatori | 86’ Müller |

| Arbitro: | Linn |

|               |           |  |
| Heinrichs 58’ | Marcatori |  |

| Arbitro: | Wichmann |

|                            |           |                         |
| Grabowski 32’ Rohrbach 86’ | Marcatori | 35’ Laumen 63’ Dietrich |

| Arbitro: | Hilker |

|                                   |           |            |
| Gersdorff 28’ (rig.) Konschal 62’ | Marcatori | 78’ Nickel |

| Arbitro: | Eschweiler |

|                                |           |                      |
| Hölzenbein 64’ Kalb 82’ (rig.) | Marcatori | 66’, 85’ (rig.) Horr |

| Arbitro: | Picker |

|          |           |  |
| Jung 53’ | Marcatori |  |

| Arbitro: | Meuser |

|                                                |           |                         |
| Nickel 43’, 78’ Grabowski 62’ (rig.) Heese 81’ | Marcatori | 27’ Kremers 57’ Kremers |

| Arbitro: | Redelfs |

|                                       |           |            |
| Löhr 43’ (rig.), 83’ (rig.) Flohe 70’ | Marcatori | 68’ Parits |

| Arbitro: | Ohmsen |

|                                                  |           |  |
| Grabowski 26’ (rig.) Hölzenbein 54’ Kliemann 77’ | Marcatori |  |

| Arbitro: | Burgers |

|                            |           |            |
| Schämer 24’ Hölzenbein 35’ | Marcatori | 33’ Köppel |

| Arbitro: | Fuchs |

|                    |           |               |
| Schneider 37’, 83’ | Marcatori | 56’ Grabowski |

#### Girone di ritorno
| Arbitro: | Weyland |

|                                   |           |                |
| Zaczyk 18’ Memering 41’ Heese 86’ | Marcatori | 48’ Hölzenbein |

| Arbitro: | Weyland |

|                            |           |  |
| Kliemann 56’ Grabowski 78’ | Marcatori |  |

| Arbitro: | Hennig |

|  |           |            |
|  | Marcatori | 17’ Weidle |

| Arbitro: | Lutz |

|                         |           |            |
| Nickel 10’ Rohrbach 39’ | Marcatori | 62’ Schulz |

| Arbitro: | Zuchantke |

|                        |           |            |
| Etterich 56’ Majgl 73’ | Marcatori | 51’ Nickel |

| Arbitro: | Aldinger |

|  |           |                                       |
|  | Marcatori | 33’, 90’ Kostedde 47’ (rig.) Ritschel |

| Arbitro: | Basedow |

|                                            |           |                |
| Schneider 26’ Breitner 65’ Beckenbauer 67’ | Marcatori | 42’ Hofmeister |

| Arbitro: | Engel |

|                       |           |                |
| Parits 23’ Weidle 69’ | Marcatori | 83’ Schumacher |

| Arbitro: | Hilker |

|                       |           |  |
| Røntved 31’ Weist 63’ | Marcatori |  |

| Arbitro: | Siepe |

|                |           |  |
| Hölzenbein 90’ | Marcatori |  |

| Arbitro: | Eschweiler |

|                                    |           |            |
| Beer 5’ Hermandung 19’ Gutzeit 25’ | Marcatori | 10’ Parits |

| Arbitro: | Schröck |

|                                |           |             |
| Grabowski 6’ (rig.) Nickel 87’ | Marcatori | 45’ Pröpper |

| Arbitro: | Ohmsen |

|                              |           |                           |
| Braun 25’ Ehmke 47’ Holz 88’ | Marcatori | 35’ Nickel 74’ Hölzenbein |

| Arbitro: | Gabor |

|                                                                |           |  |
| Reichel 59’ Hölzenbein 67’ Rohrbach 69’ Kalb 78’ Trinklein 89’ | Marcatori |  |

| Arbitro: | Meuser |

|  |           |                     |
|  | Marcatori | 64’, 70’ Hölzenbein |

| Arbitro: | Wichmann |

|                        |           |                             |
| Frank 66’ Ettmayer 83’ | Marcatori | 73’ Grabowski 85’ Trinklein |

| Arbitro: | Huster |

|                 |           |                                         |
| Kalb 34’ (rig.) | Marcatori | 5’ Seliger 51’ (rig.) Lehmann 90’ Dietz |

### Coppa di Germania
| Arbitro: | Hillebrand |

|          |           |  |
| Denz 68’ | Marcatori |  |

| Arbitro: | Quindeau |

|                                             |           |                               |
| Kliemann 23’ Nickel 52’ Hölzenbein 55’, 86’ | Marcatori | 32’ (rig.) Reimann 69’ Mrosko |

| Arbitro: | Kindervater |

|             |           |  |
| Gerwien 69’ | Marcatori |  |

| Arbitro: | Hillebrand |

|                         |           |                        |
| Nickel 25’ Kliemann 60’ | Marcatori | 15’ Bründl 78’ Gerwien |

### Coppa di Lega
| Neunkirchen 30 luglio 1972, ore CET 1ª giornata                                | Borussia Neunkirchen | 3 – 1 referto | Eintracht Francoforte | Ellenfeldstadion (1 500 spett.) |
| \| \| \| \| \| Brand 13’ Papies 56’ Brinsa 79’ \| Marcatori \| 43’ Kliemann \| |                      |               |                       |                                 |
|                                                                                |                      |               |                       |                                 |
| Brand 13’ Papies 56’ Brinsa 79’                                                | Marcatori            | 43’ Kliemann  |                       |                                 |

| Arbitro: | Hontheim |

|               |           |                                                        |
| Dries 4’, 82’ | Marcatori | 29’, 50’ Nickel 31’ Grabowski 39’ Konca 85’ Hölzenbein |

| Arbitro: | Meuser |

|                                                                     |           |  |
| Schämer 11’ Parits 28’ Grabowski 54’, 66’, 69’ Krauth 76’ Konca 87’ | Marcatori |  |

| Arbitro: | Engel |

|                 |           |                                  |
| Vogt 78’ (rig.) | Marcatori | 55’ Krauth 72’ Weidle 76’ Parits |

| Arbitro: | Eschweiler |

|                                        |           |                    |
| Krauth 5’ Grabowski 41’ Hölzenbein 68’ | Marcatori | 74’ Hošić 90’ Vogt |

| Arbitro: | Kammann |

|                                                |           |            |
| Weidle 21’, 77’ Kliemann 24’ Parits 71’ (rig.) | Marcatori | 29’ Renner |

| Arbitro: | Linn |

|                          |           |                                 |
| Kucharski 80’ Struth 81’ | Marcatori | 7’, 16’ Hofmeister 23’ Kliemann |

| Arbitro: | Linn |

|                                       |           |                                              |
| Kliemann 13’ Nickel 21’ Grabowski 53’ | Marcatori | 24’ Oleknavicius 72’ Struth 90’ (rig.) Glock |

| Arbitro: | Redelfs |

|                                    |           |                |
| Heynckes 36’ Danner 40’ Wimmer 47’ | Marcatori | 60’ Hölzenbein |

| Arbitro: | Dittmer |

|                      |           |  |
| Grabowski 35’ (rig.) | Marcatori |  |

### Coppa UEFA
| Arbitro: | Bello |

|                       |           |  |
| Keegan 13’ Hughes 75’ | Marcatori |  |

| Francoforte sul Meno 26 settembre 1972, ore 20:00 CET Primo turno | Eintracht Francoforte | 0 – 0 referto | Liverpool | Waldstadion (17 500 spett.)\| Arbitro: \| Müncz \| |
| Arbitro:                                                          | Müncz                 |               |           |                                                    |

## Statistiche

### Statistiche di squadra
| Competizione      | Punti | In casa | In casa | In casa | In casa | In casa | In casa | In trasferta | In trasferta | In trasferta | In trasferta | In trasferta | In trasferta | Totale | Totale | Totale | Totale | Totale | Totale | DR  |
| Competizione      | Punti | G       | V       | N       | P       | Gf      | Gs      | G            | V            | N            | P            | Gf           | Gs           | G      | V      | N      | P      | Gf     | Gs     | DR  |
| ----------------- | ----- | ------- | ------- | ------- | ------- | ------- | ------- | ------------ | ------------ | ------------ | ------------ | ------------ | ------------ | ------ | ------ | ------ | ------ | ------ | ------ | --- |
| Bundesliga        | 34    | 17      | 13      | 2       | 2       | 39      | 20      | 17           | 2            | 2            | 13           | 19           | 34           | 34     | 15     | 4      | 15     | 58     | 54     | +4  |
| Coppa di Germania | -     | 2       | 1       | 1       | 0       | 6       | 4       | 2            | 0            | 0            | 2            | 0            | 2            | 4      | 1      | 1      | 2      | 6      | 6      | 0   |
| Coppa di Lega     | -     | 5       | 4       | 1       | 0       | 18      | 6       | 5            | 3            | 0            | 2            | 13           | 11           | 10     | 7      | 1      | 2      | 31     | 17     | +14 |
| Coppa UEFA        | -     | 1       | 0       | 1       | 0       | 0       | 0       | 1            | 0            | 0            | 1            | 0            | 2            | 2      | 0      | 1      | 1      | 0      | 2      | -2  |
| Totale            | 34    | 25      | 18      | 5       | 2       | 63      | 30      | 25           | 5            | 2            | 18           | 32           | 49           | 50     | 23     | 7      | 20     | 95     | 79     | +16 |

### Andamento in campionato
| Giornata  | 1 | 2 | 3 | 4 | 5 | 6 | 7 | 8 | 9 | 10 | 11 | 12 | 13 | 14 | 15 | 16 | 17 | 18 | 19 | 20 | 21 | 22 | 23 | 24 | 25 | 26 | 27 | 28 | 29 | 30 | 31 | 32 | 33 | 34 |
| --------- | - | - | - | - | - | - | - | - | - | -- | -- | -- | -- | -- | -- | -- | -- | -- | -- | -- | -- | -- | -- | -- | -- | -- | -- | -- | -- | -- | -- | -- | -- | -- |
| Luogo     | C | T | C | T | C | T | C | T | C | T  | C  | T  | C  | T  | C  | C  | T  | T  | C  | T  | C  | T  | C  | T  | C  | T  | C  | T  | C  | T  | C  | T  | T  | C  |
| Risultato | V | P | V | N | V | P | V | P | N | P  | N  | P  | V  | P  | V  | V  | P  | P  | V  | V  | V  | P  | P  | P  | V  | P  | V  | P  | V  | P  | V  | V  | N  | P  |
| Posizione | 8 | 9 | 6 | 6 | 3 | 7 | 4 | 6 | 6 | 9  | 10 | 11 | 10 | 11 | 10 | 8  | 10 | 11 | 10 | 8  | 7  | 8  | 10 | 10 | 10 | 11 | 10 | 11 | 10 | 11 | 9  | 8  | 8  | 8  |

Legenda:

Luogo: C = Casa; T = Trasferta. Risultato: V = Vittoria; N = Pareggio; P = Sconfitta.

### Statistiche dei giocatori
| Giocatore     | Bundesliga | Bundesliga | Bundesliga  | Bundesliga | Coppa di Germania | Coppa di Germania | Coppa di Germania | Coppa di Germania | Coppa di Lega | Coppa di Lega | Coppa di Lega | Coppa di Lega | Coppa UEFA | Coppa UEFA | Coppa UEFA  | Coppa UEFA | Totale   | Totale | Totale      | Totale     |
| Giocatore     | Presenze   | Reti       | Ammonizioni | Espulsioni | Presenze          | Reti              | Ammonizioni       | Espulsioni        | Presenze      | Reti          | Ammonizioni   | Espulsioni    | Presenze   | Reti       | Ammonizioni | Espulsioni | Presenze | Reti   | Ammonizioni | Espulsioni |
| ------------- | ---------- | ---------- | ----------- | ---------- | ----------------- | ----------------- | ----------------- | ----------------- | ------------- | ------------- | ------------- | ------------- | ---------- | ---------- | ----------- | ---------- | -------- | ------ | ----------- | ---------- |
| J. Grabowski  | 27         | 11         | 0           | 0          | 2                 | 0                 | 0                 | 0                 | 10            | 7             | 0             | 0             | 1          | 0          | 0           | 0          | 40       | 18     | 0           | 0          |
| H. Heese      | 13         | 2          | 0           | 0          | 1                 | 0                 | 0                 | 0                 | 6             | 0             | 0             | 0             | 2          | 0          | 0           | 0          | 22       | 2      | 0           | 0          |
| J. Hofmeister | 10         | 1          | 0           | 0          | 2                 | 0                 | 0                 | 0                 | 4             | 2             | 0             | 0             | 1          | 0          | 0           | 0          | 17       | 3      | 0           | 0          |
| B. Hölzenbein | 30         | 13         | 0           | 0          | 2                 | 2                 | 0                 | 0                 | 8             | 3             | 0             | 0             | 1          | 0          | 0           | 0          | 41       | 18     | 0           | 0          |
| J. Kalb       | 29         | 4          | 0           | 0          | 3                 | 0                 | 0                 | 0                 | 5             | 0             | 0             | 0             | 2          | 0          | 0           | 0          | 39       | 4      | 0           | 0          |
| U. Kliemann   | 34         | 3          | 0           | 0          | 4                 | 2                 | 0                 | 0                 | 10            | 4             | 0             | 0             | 2          | 0          | 0           | 0          | 50       | 9      | 0           | 0          |
| E. Konca      | 10         | 0          | 0           | 0          | 1                 | 0                 | 0                 | 0                 | 3             | 2             | 0             | 0             | 2          | 0          | 1           | 0          | 16       | 2      | 1           | 0          |
| W. Kraus      | 14         | 0          | 0           | 0          | 1                 | 0                 | 0                 | 0                 | 3             | 0             | 0             | 0             | 0          | 0          | 0           | 0          | 18       | 0      | 0           | 0          |
| R. Krauth     | 14         | 0          | 0           | 0          | 3                 | 0                 | 0                 | 0                 | 8             | 3             | 0             | 0             | 1          | 0          | 0           | 0          | 26       | 3      | 0           | 0          |
| P. Kunter     | 31         | 0          | 0           | 0          | 4                 | 0                 | 0                 | 0                 | 8             | 0             | 0             | 0             | 2          | 0          | 0           | 0          | 45       | 0      | 0           | 0          |
| C. Körbel     | 18         | 0          | 0           | 0          | 2                 | 0                 | 0                 | 0                 | 3             | 0             | 0             | 0             | 0          | 0          | 0           | 0          | 23       | 0      | 0           | 0          |
| F. Lutz       | 4          | 0          | 0           | 0          | 0                 | 0                 | 0                 | 0                 | 4             | 0             | 0             | 0             | 1          | 0          | 0           | 0          | 9        | 0      | 0           | 0          |
| J. Markert    | 0          | 0          | 0           | 0          | 0                 | 0                 | 0                 | 0                 | 0             | 0             | 0             | 0             | 0          | 0          | 0           | 0          | 0        | 0      | 0           | 0          |
| B. Nickel     | 26         | 9          | 0           | 0          | 3                 | 2                 | 0                 | 0                 | 6             | 3             | 0             | 0             | 2          | 0          | 0           | 0          | 37       | 14     | 0           | 0          |
| T. Parits     | 26         | 4          | 0           | 0          | 2                 | 0                 | 0                 | 0                 | 9             | 3             | 0             | 0             | 1          | 0          | 0           | 0          | 38       | 7      | 0           | 0          |
| P. Reichel    | 24         | 1          | 0           | 0          | 3                 | 0                 | 0                 | 0                 | 5             | 0             | 0             | 0             | 2          | 0          | 0           | 0          | 34       | 1      | 0           | 0          |
| T. Rohrbach   | 27         | 3          | 0           | 0          | 3                 | 0                 | 0                 | 0                 | 5             | 0             | 0             | 0             | 1          | 0          | 0           | 0          | 36       | 3      | 0           | 0          |
| D. Rudolf     | 0          | 0          | 0           | 0          | 0                 | 0                 | 0                 | 0                 | 1             | 0             | 0             | 0             | 0          | 0          | 0           | 0          | 1        | 0      | 0           | 0          |
| L. Schämer    | 17         | 1          | 0           | 0          | 4                 | 0                 | 0                 | 0                 | 7             | 1             | 0             | 0             | 1          | 0          | 0           | 0          | 29       | 2      | 0           | 0          |
| G. Trinklein  | 27         | 2          | 0           | 0          | 3                 | 0                 | 0                 | 0                 | 6             | 0             | 0             | 0             | 1          | 0          | 0           | 0          | 37       | 2      | 0           | 0          |
| R. Weidle     | 33         | 4          | 0           | 0          | 4                 | 0                 | 0                 | 0                 | 9             | 3             | 0             | 0             | 2          | 0          | 0           | 0          | 48       | 7      | 0           | 0          |
| G. Wienhold   | 4          | 0          | 0           | 0          | 0                 | 0                 | 0                 | 0                 | 2             | 0             | 0             | 0             | 0          | 0          | 0           | 0          | 6        | 0      | 0           | 0          |
| K. Wirth      | 7          | 0          | 0           | 0          | 1                 | 0                 | 0                 | 0                 | 1             | 0             | 0             | 0             | 0          | 0          | 0           | 0          | 9        | 0      | 0           | 0          |